# Kościół Wniebowzięcia Najświętszej Marii Panny w Jazłowcu
Kościół pw. Wniebowzięcia Najświętszej Marii Panny w Jazłowcu, lub kościół Dominikanów w Jazłowcu – dawny zabytkowy rzymskokatolicki kościół znajdujący się w dawnym mieście Jazłowcu (obecnie wieś w rejonie buczackim obwodu tarnopolskiego na Ukrainie). Obecnie w stanie daleko posuniętej ruiny. Zbudowany w latach 1589–1590 w stylu gotycko-renesansowym. 

## Historia
W 1583 r. Mikołaj Jazłowiecki sprowadził ze Lwowa ks. Antonina z Przemyśla, dominikanina. Kościół Dominikanów został zbudowany na wzgórzu obok kościoła pw. św. Marii Magdaleny w latach 1589–1590 w stylu gotycko-renesansowym. Fundatorem był Mikołaj Jazłowiecki. Konsekrowany pod wezwaniem Wniebowzięcia Najświętszej Marii Panny przez arcybiskupa lwowskiego Jana Dymitra Solikowskiego. Odbudowany w 1830 sumptem parafian oraz w znacznej części barona Wiktora Błażowskiego, ówczesnego kolatora i patrona kościoła w Jazłowcu. Jako świątynia funkcjonował do 1945 roku. Później mieścił się w nim magazyn wódki. 
W kościele znajduje się nagrobek zmarłego w 1609 roku polskiego kompozytora Mikołaja Gomółki, który pierwotnie znajdował się w murze, otaczającym dawny parafialny kościół św. Marii Magdaleny w Jazłowcu.
W 1745 przeorem dominikańskim był ks. Anzelm Piątkowski, który ułożył krótką kronikę Jazłowca.
U Dominikanów w Jazłowcu został pochowany Mikołaj Strzemeski, który zginął "w kwitnącym wieku" od ręki tatarskiej.

## Architektura
Kościół jednonawowy, z pięciobocznie zamkniętym prezbiterium i dwiema kaplicami z XVII w. po obu stronach nawy. Ocalały na sklepieniu prezbiterium fragmenty fresków, trzy renesansowe portale oraz fragmenty gotyckich i renesansowych detali.
Obiekt jest w ruinie.